# Ralph Bown
Ralph Bown (Fairport, 22 de fevereiro de 1891 — 25 de julho de 1971) foi um engenheiro eletrônico estadunidense.